# Homoneura picea
Homoneura picea är en tvåvingeart som beskrevs av Wulp 1891. Homoneura picea ingår i släktet Homoneura och familjen lövflugor. Inga underarter finns listade i Catalogue of Life.